# Tournoi de Prague
Le tournoi de Prague est une compétition de judo organisée tous les ans à Prague en République tchèque par l'EJU (European Judo Union) faisant partie de la Coupe du monde de judo masculine ou féminine en fonction des années. Elle se déroule fin février ou début mars.

## Palmarès

### Hommes
| European Open | European Open           | European Open          | European Open      | European Open         | European Open          | European Open   | European Open           |
| Année         | -60 kg                  | -66 kg                 | -73 kg             | -81 kg                | -90 kg                 | -100 kg         | +100 kg                 |
| ------------- | ----------------------- | ---------------------- | ------------------ | --------------------- | ---------------------- | --------------- | ----------------------- |
| 2023          | Romaric Bouda           | Samuel Hall            | Bajsangur Bagajev  | Giacomo Gamba         | Stuart McWatt          | Alexandre Iddir | Yevheniy Balyevskyy     |
| 2022          | Richard Vergnes         | Reda Seddouki          | Mark Hristov       | Mohab El Nahas        | Ivaylo Ivanov          | Jorge Fonseca   | Utkirbek Turoboyev      |
| 2021          | Emiel Jaring            | Lucian Bors Dumitrescu | Adrian Şulcă       | Benedek Tóth          | Péter Sáfrány          | Zalan Ohat      | Lukáš Krpálek           |
| 2018          | Vincent Limare          | Naohisa Takatō         | Augusto Meloni     | Dorin Gotonoaga       | Yahor Varapayeu        | Mikita Sviryd   | Javad Mahjoub           |
| 2016          | Pavel Petrikov          | Andraz Jereb           | Georgios Azoidis   | Matteo Marconcini     | Mammadali Mehdiyev     | Lukáš Krpálek   | Daniel Natea            |
| 2014          | Aibek Imashev           | Elio Verde             | Soshin Katsumi     | Srdan Mrvaljevic      | Murat Gasiev           | Toma Nikiforov  | Lukáš Krpálek           |
| World Cup     |                         |                        |                    |                       |                        |                 |                         |
| Année         | -60 kg                  | -66 kg                 | -73 kg             | -81 kg                | -90 kg                 | -100 kg         | +100 kg                 |
| 2012          | Choi Gwang-hyeon        | Lasha Shavdatuashvili  | Florent Urani      | Yakhyo Imamov         | Daiki Nishiyama        | Lukáš Krpálek   | Or Sasson               |
| 2010          | Elio Verde              | Armen Nazarian         | Bang Gui-man       | Kim Jae-bum           | Varlam Liparteliani    | Yauhen Biadulin | Stanislav Bondarenko    |
| 2008          | Maxim Korotun           | Sébastien Berthelot    | João Pina          | Giorgi Baindurashvili | Irakli Tsirekidze      | Ariel Zeevi     | Óscar Brayson           |
| 2006          | Tadahiro Nomura         | Benjamin Darbelet      | David Kevkishvili  | Flávio Canto          | Mark Huizinga          | Ruslan Gasymov  | Daniel Andrey Hernandes |
| 2005          | Vakhtangi Khositashvili | Javier Delgado         | Nicholas Tritton   | Constantin Cojoc      | David Alarza           | Iveri Jikurauli | Alexander Davitashvili  |
| A-Tournament  |                         |                        |                    |                       |                        |                 |                         |
| Année         | -60 kg                  | -66 kg                 | -73 kg             | -81 kg                | -90 kg                 | -100 kg         | +100 kg                 |
| 2004          | Craig Fallon            | Jozef Krnáč            | Kiyoshi Uematsu    | Guillaume Elmont      | Christophe Humbert     | Antal Kovács    | Tamerlan Tmenov         |
| 2002          | João Derly              | Yordanis Arencibia     | Vitali Makarov     | Masahiko Tomouchi     | Yosvane Despaigne      | Paweł Nastula   | Janusz Wojnarowicz      |
| Grand Prix    |                         |                        |                    |                       |                        |                 |                         |
| Année         | -60 kg                  | -66 kg                 | -73 kg             | -81 kg                | -90 kg                 | -100 kg         | +100 kg                 |
| 2001          | Roland Stegmüller       | Mussa Nastuev          | Daniel Fernandes   | Aleksei Budõlin       | Valentin Grekov        | Ariel Zeevi     | Frank Möller            |
| 2000          | Minoru Konegawa         | Islam Matsiev          | Gennadiy Bilodid   | Patrick Reiter        | Dmitry Morozov         | Yuri Stepkine   | Harry Van Barneveld     |
| Cup           |                         |                        |                    |                       |                        |                 |                         |
| Année         | -60 kg                  | -66 kg                 | -73 kg             | -81 kg                | -90 kg                 | -100 kg         | +100 kg                 |
| 1999          | Minoru Konegawa         | Patrick van Kalken     | Miklós Illyés      | Maarten Arens         | Keith Morgan           | Nicolas Gill    | Dennis van der Geest    |
| 1998          | Jamie Johnson           | József Csák            | Boldbaatar Khalium | Aleksei Budõlin       | Dmitry Morozov         | Yuri Stepkine   | Harry Van Barneveld     |
| Année         | -60 kg                  | -65 kg                 | -71 kg             | -78 kg                | -86 kg                 | -95 kg          | +95 kg                  |
| 1997          | Cédric Taymans          | Jozef Krnáč            | Kim Jung-kil       | Toshiki Okumura       | Shusaku Kondo          | Peter Jákl      | Rafał Kubacki           |
| 1996          | Tadahiro Nomura         | Giorgi Vazagashvili    | Diego Brambilla    | Johan Laats           | Algimantas Merkevicius | Leonid Svirid   | David Khakhaleishvili   |
| 1995          | Marek Matuszek          | Lee Sung-hun           | Boldbaatar Khalium | Irakli Uznadze        | Frédéric Demontfaucon  | Axel Lobenstein | Rafał Kubacki           |
| 1994          | Roberto Naveira         | Eric Born              | Shigeru Toyama     | Stefan Dott           | Tse Tserenpuntsag      | Leonid Svirid   | David Douillet          |
| 1993          | Yoshinari Murakami      | Philip Laats           | Yukiharu Yoshitaka | Johan Laats           | León Villar            | Peter Havasi    | Frank Möller            |
| 1992          | Shigueto Yamasaki       | Udo Quellmalz          | Sergio Oliveira    | István Pusztai        | Roman Karger           | Evgeny Pechurov | Rafał Kubacki           |
| 1991          | Girolamo Giovinazzo     | Eric Born              | Arsen Aivazyan     | Anthonie Wurth        | Daniel Kistler         | Leonid Svirid   | Imre Csősz              |
| 1990          | Pavel Botev             | Martin Schmidt         | Pascal Bozo        | Kairat Mysykbaev      | Axel Lobenstein        | Marc Meiling    | Jörg Bruemmer           |
| 1989          | Pavel Botev             | Pavel Petrikov I       | Ferenc Deak        | Ralf Schade           | León Villar            | Jirí Sosna      | Thomas Müller           |

### Femmes
| European Open | European Open         | European Open              | European Open       | European Open        | European Open         | European Open           | European Open       |
| Année         | -48 kg                | -52 kg                     | -57 kg              | -63 kg               | -70 kg                | -78 kg                  | +78 kg              |
| ------------- | --------------------- | -------------------------- | ------------------- | -------------------- | --------------------- | ----------------------- | ------------------- |
| 2023          | Raquel Brito          | Anja Štangar               | Ophelie Vellozzi    | Tea Tintor           | Margaux Pinot         | Fanny-Estelle Posvite   | Léa Fontaine        |
| 2022          | Mireia Lapuerta Comas | Annika Würfel              | Pauline Starke      | Katharina Haecker    | Anka Pogačnik         | Anna-Monta Olek         | Renée Lucht         |
| 2021          | Monica Ungureanu      | Amber Ryheul               | Pleuni Cornelisse   | Geke Van den Berg    | Lara Cvjetko          | Renee Van Harselaar     | Helena Vuković      |
| 2019          | Blandine Pont         | Sosorbaram Lkhagvasüren    | Arleta Podolak      | Yang Junxia          | Gemma Howell          | Natascha Ausma          | Wang Yan            |
| 2017          | Darya Bilodid         | Jessica Pereira            | Anna Borowska       | Sanne Vermeer        | Natascha Ausma        | Samanta Soares          | Maryna Slutskaya    |
| 2015          | Jeong Bo-kyeong       | Ma Yingnan                 | Lien Chen-ling      | Marta Labazina       | Fanny-Estelle Posvite | Gemma Gibbons           | Katarzyna Furmanek  |
| 2013          | Valentina Moscatt     | Gili Cohen                 | Cindy Huber         | Maëlle Di Cintio     | María Bernabéu        | Catherine Roberge       | Émilie Andéol       |
| World Cup     |                       |                            |                     |                      |                       |                         |                     |
| Année         | -48 kg                | -52 kg                     | -57 kg              | -63 kg               | -70 kg                | -78 kg                  | +78 kg              |
| 2011          | Ana Hormigo           | He Hongmei                 | Sarah Loko          | Xu Yuhua             | Marie Pasquet         | Pürevjargalyn Lkhamdegd | Qin Qian            |
| 2009          | Shoko Ibe             | Natalia Kuzyutina          | Hedvig Karakas      | Ayumi Tanimoto       | Cecilia Blanco        | Esther San Miguel       | Lucija Polavder     |
| 2007          | Shoko Ibe             | Audrey La Rizza            | Isabel Fernández    | Sarah Clark          | Cecilia Blanco        | Megumi Nagase           | Urszula Sadkowska   |
| 2005          | Emi Yamagishi         | Yuka Nishida               | Olga Sonina         | Hitomi Tokuhisa      | Yoriko Kunihara       | Megumi Nagase           | Mika Sugimoto       |
| A-Tournament  |                       |                            |                     |                      |                       |                         |                     |
| Année         | -48 kg                | -52 kg                     | -57 kg              | -63 kg               | -70 kg                | -78 kg                  | +78 kg              |
| 2003          | Julia Matijass        | Ilse Heylen                | Yvonne Bönisch      | Daniëlle Vriezema    | Hitomi Kaiyama        | Uta Kühnen              | Irina Rodina        |
| 2002          | Mariko Fujiki         | Fabiane Hukuda-Strubreiter | Isabel Fernández    | Sara Álvarez         | Cecilia Blanco        | Jenny Karl              | Sandra Köppen       |
| Grand Prix    |                       |                            |                     |                      |                       |                         |                     |
| Année         | -48 kg                | -52 kg                     | -57 kg              | -63 kg               | -70 kg                | -78 kg                  | +78 kg              |
| 2001          | Tomoko Oda            | Kazue Nagai                | Deborah Gravenstijn | Sara Álvarez         | Annett Böhm           | Catarina Rodrigues      | Sandra Köppen       |
| 2000          | Ilse Heylen           | Kye Sun-hui                | Isabel Fernández    | Gella Vandecaveye    | Edith Bosch           | Céline Lebrun           | Sandra Köppen       |
| Cup           |                       |                            |                     |                      |                       |                         |                     |
| Année         | -48 kg                | -52 kg                     | -57 kg              | -63 kg               | -70 kg                | -78 kg                  | +78 kg              |
| 1999          | Ann Simons            | Raffaella Imbriani         | Karine Petit        | Gella Vandecaveye    | Yulia Kuzina          | Uta Kühnen              | Sandra Köppen       |
| 1998          | Ann Simons            | Heidi Goossens             | Deborah Allan       | Sara Álvarez         | Ulla Werbrouck        | Heidi Rakels            | Irina Rodina        |
| Année         | -48 kg                | -52 kg                     | -56 kg              | -61 kg               | -66 kg                | -72 kg                  | +72 kg              |
| 1997          | Sylvie Meloux         | Nicole Flagothier          | Beata Kucharzewska  | Daniëlle Vriezema    | Radka Stusakova       | Heidi Rakels            | Johanna Hagn        |
| 1996          | Sarah Nichilo-Rosso   | Alexa Von Schwichow        | Magali Baton        | Séverine Vandenhende | Alice Dubois          | Ylenia Scapin           | Christine Cicot     |
| 1995          | Galina Tomyak         | Isabelle Schmutz           | Pavlina Pechovicova | Michaela Vernerová   | Radka Stusakova       | Nakamura Tomoe          | Françoise Harteveld |
| 1994          | Yolanda Soler         | Isabelle Schmutz           | Isabelle Magnien    | Gella Vandecaveye    | Radka Stusakova       | Heidi Rakels            | Christine Cicot     |
| 1993          | Klára Vészi           | Heike Frohse               | Nicole Flagothier   | Michaela Vernerová   | Radka Stusakova       | Astrid Beckhaus         | Éva Granicz         |